# Marvin Gaye Live!
Marvin Gaye Live! es el segundo álbum en vivo del músico estadounidense Marvin Gaye. Fue publicado el 19 de junio de 1974 a través del sello discográfico Tamla.

## Antecedentes

### Retomando las presentaciones en vivo

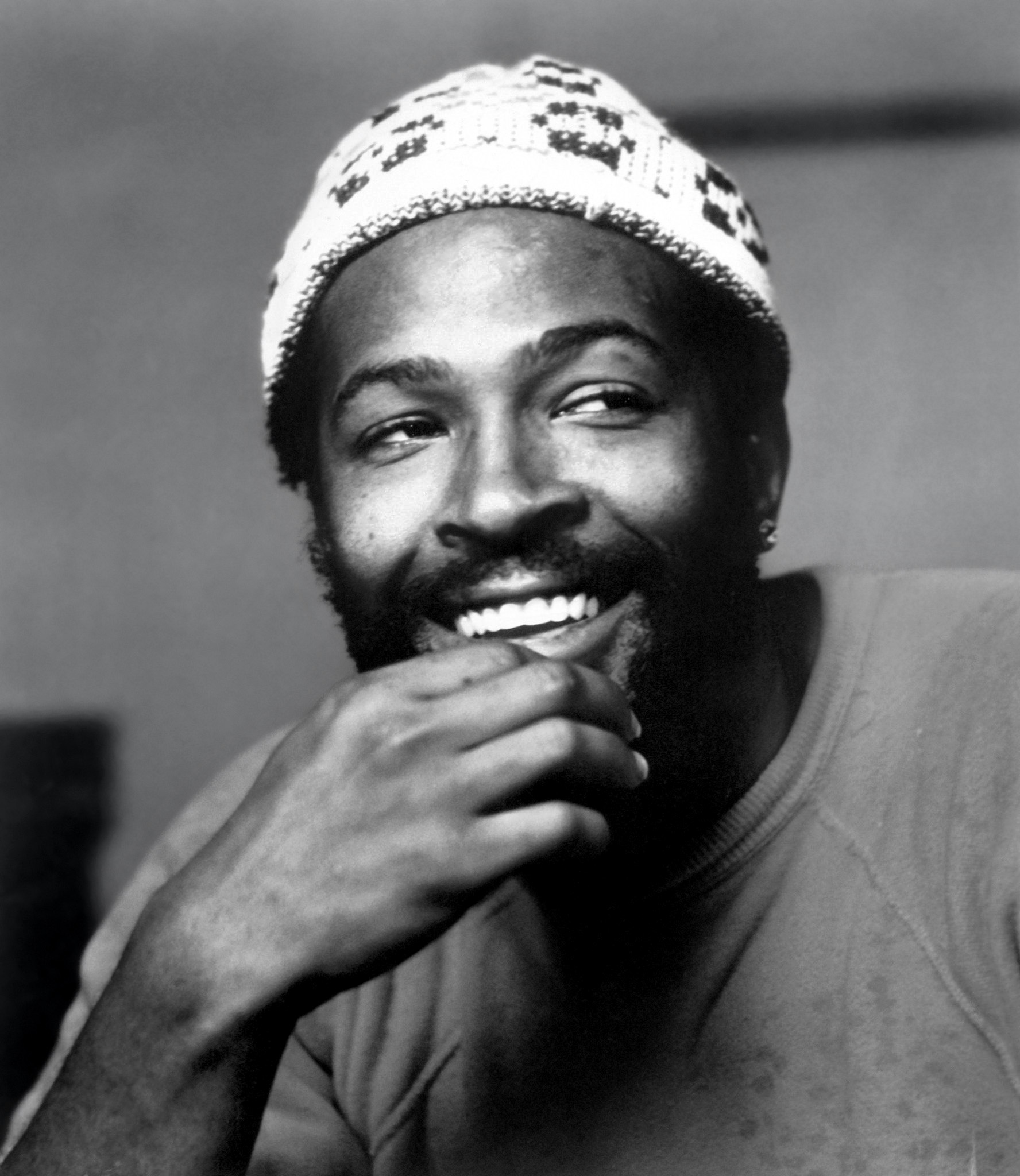
Marvin Gaye en 1973.

En 1973, Gaye publicó su álbum más vendido, Let's Get It On, que lo convirtió en el artista de Motown con mayores ventas durante su vida. Motown Records, el sello de Gaye durante más de una década, había querido durante mucho tiempo que Gaye promocionara sus grabaciones con una gira nacional, pero el cantante rebelde, que había comenzado a sufrir de miedo escénico después del colapso de su amada compañera de dúo de canto Tammi Terrell en octubre de 1967 y que luego murió de un tumor cerebral dos años y medio después, en marzo de 1970, se había negado a volver a actuar en vivo y solo aceptó hacerlo en momentos esporádicos, incluido cuando fue homenajeado en su ciudad natal en Washington, D. C. en mayo de 1972, actuando en el Kennedy Center y brevemente en la película de 1973 Save the Children. Pero con el éxito de Let's Get It On y el hábito de gastar cada vez más de Gaye, aceptó de mala gana comenzar a hacer giras nuevamente a principios de 1974.
Después de reprogramar el concierto para el 4 de enero de 1974 en el Oakland Coliseum Arena, Gaye subió al escenario frente a más de 14.000 fanáticos que gritaban. Interpretó una nueva canción que dedicó a su novia Janis Hunter titulada «Jan», así como canciones de su repertorio de los años 1970, incluyendo solo sus clásicos de los años 1960 en el «Fossil Medley». A lo largo de sus giras, Gaye comenzó a desarrollar ansiedad escénica y temía la recepción del público. Para poner a prueba al público, supuestamente obligó a su hermano menor Frankie a salir antes de tener la confianza suficiente para hacerlo después. La mayor respuesta de los fanáticos al álbum llegó cuando Gaye reescribió su canción, «Distant Lover», en una versión más lenta. La interpretación pronto se convirtió en una marca registrada de Gaye en el escenario y el cantante continuó interpretando la canción en ese estilo similar hasta sus últimas actuaciones a principios de la década de 1980.

## Recepción de la crítica
Un escritor no especificado de Record World le otorgó el certificado de “Hit of the Week”, y escribió: “La música se captura de manera brillante en esta tan esperada compilación, mientras la vitalidad lograda en el estudio se mantiene y mejora a través de un brillante trabajo de respaldo y una producción experta.”. La revista Billboard lo nombró una selección “Spotlight” y un crítico no especificado indicó: “La producción sustituye la emoción cruda pero plena por la perfección del estudio del espacio exterior que Gaye ha estado logrando en su trabajo reciente”. Un escritor no especificado de la revista Cash Box declaró: “La leyenda de Marvin Gaye se vio realzada enormemente por la reciente aparición del artista en Los Ángeles y este LP, grabado en vivo en Oakland, captura la esencia de uno de los más grandes intérpretes musicales de nuestro tiempo. [...] No hay mucho más que agregar que no sepas, excepto que este es el material número uno”.

## Lista de canciones
| Lado uno |                                                             |          |  |
| N.º      | Título                                                      | Duración |  |
| 1.       | «Introduction»                                              | 0:34     |  |
| 2.       | «Overture»                                                  | 2:24     |  |
| 3.       | «Trouble Man»                                               | 6:33     |  |
| 4.       | «Inner City Blues (Make Me Wanna Holler)» (Gaye, James Nyx) | 3:23     |  |
| 5.       | «Distant Lover» (Gaye, Gwen Fuqua, Sandra Greene)           | 6:20     |  |
| 6.       | «Jan» (Gaye)                                                | 3:14     |  |

| Lado dos | |          |  |
| N.º      | Título | Duración |  |
| 1.       | «Fossil Medley» I. «I'll Be Doggone» (William Robinson, Warren Moore, Marvin Tarplin) II. «Try It Baby» (Berry Gordy) III. «Can I Get a Witness» (Eddie Holland, Lamont Dozier, Brian Holland) IV. «You're a Wonderful One» (E. Holland, Dozier, B. Holland) V. «Stubborn Kind of Fellow» (William Stevenson, Gaye, George Gordy) VI. «How Sweet It Is (To Be Loved by You)» (E. Holland, Dozier, B. Holland) | 11:31    |  |
| 2.       | «Let's Get It On» (Ed Townsend, Gaye) | 4:49     |  |
| 3.       | «What's Going On» (Gaye, Al Cleveland, Renaldo Benson) | 4:53     |  |

## Créditos y personal
Créditos según Avram Mednick.
Músicos
- Marvin Gaye – voces
- James Jamerson – bajo eléctrico
- Joe Clayton – conga
- Ed Greene – batería
- David T. Walker – guitarra
- Ray Parker – guitarra
- Joe Sample – teclados
- John Arnold – percusión
- Ernie Watts – saxofón
- George Bohanon – trombón
- Paul Hubinon – trompeta
- Jack Shulman – violín
- James Getzoff – violín
- Charles Burns – voces
- Dwight Owens – voces
- Eric Dolen – voces
- Michael Torrance – Voces
- Wally Cox – voces, maestro de ceremonias

## Posicionamiento

### Gráfica semanal
| Gráfica (1974)                            | Pico de posición |
| ----------------------------------------- | ---------------- |
| Australia (Kent Music Report)             | 96               |
| Canadá (RPM Top Albums)                   | 12               |
| Estados Unidos (Billboard Top LPs & Tape) | 8                |
| Estados Unidos (Billboard Soul LPs)       | 1                |

### Gráfica de fin de año
| Gráfica (1974)                      | Pico de posición |
| ----------------------------------- | ---------------- |
| Estados Unidos (Billboard Soul LPs) | 42               |